# Règlement européen dans le domaine du bois
Le règlement de l’UE dans le domaine du bois (règlement (UE) n° 995/2010) est un règlement de l’Union européenne du 20 octobre 2010 visant à lutter contre le commerce du bois récolté illégalement et de produits dérivés au sein de l’UE. Il interdit la mise sur le marché européen de bois récolté illégalement et de produits dérivés et énonce les obligations des opérateurs. Le règlement s’applique à l’ensemble des États membres de l’UE à compter du 3 mars 2013.

## Contexte
L’exploitation illégale des forêts – la récolte de bois illégale en vertu des lois ou des réglementations du pays de récolte – a une incidence négative considérable sur l’économie, l’environnement et la société pour certaines des forêts les plus précieuses qui subsistent dans le monde et pour les communautés qui en dépendent. Ce phénomène entraîne une perte de revenus, sape les efforts d’opérateurs légitimes et est associé à la déforestation, à la perte de biodiversité et à l’émission de gaz à effet de serre, ainsi qu’à des affrontements pour l’exploitation des terres et des ressources et à la perte d’autonomie des communautés autochtones.
L’UE est un marché d’exportation important pour les pays caractérisés par les niveaux les plus élevés de pratiques illégales et de mauvaise gouvernance dans le secteur forestier. En autorisant sur le marché européen du bois et des produits dérivés potentiellement issus de sources illégales, les pays de l’UE soutiennent, au fond, l’exploitation illégale des forêts.
Afin de lutter contre ce phénomène, l’UE a élaboré en 2003 le plan d'action FLEGT (Forest Law Enforcement, Governance and Trade – Application des réglementations forestières, gouvernance et échanges commerciaux), prévoyant un train de mesures visant à exclure le bois d’origine illégale du marché, à améliorer l’approvisionnement en bois d’origine légale et à augmenter la demande de produits du bois responsables. Le règlement de l’UE dans le domaine du bois et les accords de partenariat volontaires (accords commerciaux conclus avec des pays exportateurs de bois permettant d’éviter la commercialisation de bois d’origine illégale sur le marché européen) sont les deux piliers du plan d’action.

## Contenu

### Aperçu
Afin de lutter contre l’exploitation illégale des forêts dans le monde entier, le règlement de l’UE dans le domaine du bois interdit la mise sur le marché de l’UE de bois récolté illégalement et de produits dérivés. Le règlement répartit les personnes actives dans le domaine du bois et des produits dérivés dans deux catégories: les opérateurs et les commerçants. Chaque catégorie est soumise à des obligations différentes. 
Les opérateurs, que le règlement définit comme les personnes qui mettent pour la première fois du bois ou des produits dérivés sur le marché de l’UE, sont tenus de faire preuve de «diligence raisonnée». D’autre part, les commerçants, que le règlement définit comme les personnes qui achètent ou vendent du bois ou des produits dérivés déjà mis sur le marché de l’UE, doivent identifier leurs fournisseurs et leurs clients afin de garantir une traçabilité aisée du bois.

### Diligence raisonnée
Les opérateurs sont tenus de faire preuve de «diligence raisonnée» lorsqu’ils mettent du bois ou des produits dérivés sur le marché de l’UE afin de limiter le plus possible le risque de commercialisation de bois récolté illégalement ou de produits dérivés contenant du bois récolté illégalement.
En d’autres termes, ils doivent appliquer un système de gestion des risques reposant sur trois piliers:
- Information: l’opérateur doit avoir accès aux informations concernant le bois et les produits dérivés, le pays où le bois est récolté (et, le cas échéant, la région infranationale et la concession), l’essence, la quantité, les coordonnées du fournisseur, ainsi qu’aux informations sur le respect de la législation nationale.
- Évaluation des risques: l’opérateur est tenu d’évaluer les risques d’introduction de bois issu de l’exploitation illégale des forêts dans sa chaîne d’approvisionnement, en se fondant sur les informations précitées et en tenant compte des critères définis dans le règlement.
- Atténuation des risques: lorsque l’évaluation indique que du bois issu de l’exploitation illégale des forêts risque d’être introduit dans la chaîne d’approvisionnement, il est possible d’atténuer ce risque en prenant diverses mesures, par exemple en demandant au fournisseur de communiquer des informations complémentaires et de procéder à des vérifications supplémentaires.
Les opérateurs ont la possibilité de mettre au point leur propre système de diligence raisonnée ou d’utiliser un système élaboré par une organisation de contrôle.

### Produits couverts par le règlement
Le règlement s’applique aussi bien au bois et aux produits dérivés originaires de l’UE qu’importés de l’étranger. Le règlement couvre notamment les produits en bois massif, les revêtements de sol, le contreplaqué, la pâte et le papier, etc. Les produits recyclés et les papiers imprimés tels que les livres, les magazines et les journaux ne sont pas couverts.
Le bois et les produits dérivés accompagnés d’une autorisation FLEGT ou d’un permis CITES en cours de validité sont considérés comme conformes aux exigences du règlement.
Une liste exhaustive des produits couverts figure à l’annexe du règlement: http://eur-lex.europa.eu/LexUriServ/LexUriServ.do?uri=CELEX:32010R0995:FR:NOT. 
Les particuliers qui vendent ou achètent du bois ou des produits dérivés pour leur usage personnel ne sont pas concernés par le règlement.

### Mise en œuvre
Le règlement de l’UE dans le domaine du bois est contraignant dans tous les États membres de l’UE. Le législateur de chaque pays prévoit des sanctions effectives, proportionnées et dissuasives afin de veiller au respect du règlement. Dans chaque pays, une autorité compétente coordonne l’application du règlement. Trouvez l’autorité compétente dans votre pays ici: https://web.archive.org/web/20130124004902/http://ec.europa.eu/environment/forests/pdf/list_competent_authorities.pdf. 

### Législation dérivée
Le 23 février 2012, la Commission européenne a adopté un règlement délégué (UE) n° 363/2012 relatif aux règles de procédure concernant la reconnaissance et le retrait de la reconnaissance des organisations de contrôle.
En outre, le 6 juillet 2012, la Commission européenne a adopté un règlement d'exécution (UE) n° 607/2012 visant à veiller à une application uniforme du règlement dans l’ensemble de l’UE. Ce texte décrit les mesures d’évaluation et d’atténuation des risques faisant partie du «système de diligence raisonnée», ainsi que la fréquence et la nature des contrôles effectués par les autorités compétentes des États membres auprès des organisations de contrôle.